# إريك هنري ليدل
اريك هنرى ليدل (بالإنجليزية: Eric Liddell)‏ (16 يناير 1902 - 21 فبراير 1945)
كان رياضي اسكتلندى، ولاعب دولي في اتحاد الرغبي، ومرسل.
ليدل كان الفائز في سباق 400 متر للرجال في الاولمبياد الصيفى 1924 في باريس. تدريب ليدل للأولمبياد والسباق، والمعتقدات الدينية التي اثرت فيه، صورت في الفيلم الحائز على جائزة الاوسكار 1981 «مركبات النار».0082158 والذي قام بدوره الممثل الاسكتلندى ايان شارلسون.

## حياتة الأولى
اريك ليدل، غالباً ما كان يدعى بالاسكتلندى الطائر على اسم القطار الشهير. ولد في تيانجين شمالي الصين، وهو الابن الثاني للقس جيمس دانلوب ليدل وزوجته، الذين كانا مرسلين اسكتلنديين. ولد ليدل في 1902 والتحق بالمدرسة في الصين حتى بلغ الخامسة. في عمر السادسة، التحق هو واخوة روبرت الذي كان يبلغ الثامنة، بمدرسة «ايلتام كوليج»نوتنغهام، في إنجلترا وهذه المدرسة كانت مخصصة لأبناء المرسلين. ورجع والديهما واختهماجينى للصين. وخلال دراسة الصبيين في مدرسة ايلتام، قام والديهما واختهما واخوهما الجديد ايرنست بزيارتهما في إجازة مرتين أو ثلاث مرات واستطاعوا ان يجتمعوا مع بعضهم كأسرة، وكانوا يقيمون معظم الوقت في إدنبرة.

## وصلات خارجية
- إريك هنري ليدل على موقع الموسوعة البريطانية (الإنجليزية)
- إريك هنري ليدل عل موقع إسبنسكروم (الإنجليزية)
- إريك هنري ليدل على موقع اللجنة الأولمبية الدولية (الإنجليزية)
- إريك هنري ليدل على موقع أوليمبيديا (الإنجليزية)
- إريك هنري ليدل قاعة قاعة إسكتلندا للمشاهير الرياضية (الإنجليزية)

- فيديو قصير عن اريك ليدل على يوتيوب